# Reflexive Entertainment
Reflexive Entertainment é uma desenvolvedora de jogos eletrônicos com sede em Lake Forest, Califórnia. A empresa foi co-fundado por Lars Brubaker, Ernie Ramirez, James Smith e Ion Hardie em 1997. Desde então, têm desenvolvido dezenove jogos de forma independente (para Windows, Xbox 360 e plataformas Mac), começou distribuindo dois jogos casuais na sua loja on-line, criou uma divisão de sua loja dedicado a jogos para Mac e, iniciado o desenvolvimento de Browser game. Em 2005, ganhou três prêmios com seu jogo original "Wik and the Fable of Souls" no Independent Games Festival que incluiu Inovação em Artes Visuais, Inovação Game Design e "Seumas McNally Award para O Jogo Independente do Ano". Em outubro de 2008, Reflexive Entertainment foi oficialmente adquirida pela Amazon.com. Em 3 de fevereiro de 2009, Amazon.com começou a hospedagem de conteúdo de jogos casuais para download.
Em 31 de março de 2010, Reflexive Entertainment anunciou planos de encerrar venda de jogos através de seu programa de afiliados Game Center Solutions, a fim de se concentrar inteiramente no desenvolvimento dos jogos. O CEO Lars Brubaker, afirmou através de uma carta enviada ao Game Center Solutions que esse serviço continuará seus negócios como de costume, que inclui suporte web e pagamento de taxas de referência sobre as vendas de jogos até 30 de Junho.

## Prêmios
Ricochet Lost Worlds recebe Melhor Jogo de Ação/Arcade em 2004 da RealNetworks
Wik and the Fable of Souls' ganhou três prêmios em 2005 no Independent Games Festival, em São Francisco, além de "Downloadable Game of the Year" pela Academy of Interactive Arts and Sciences Award.

## Jogos
Todos os jogos são desenvolvidos e publicados por Reflexive Entertainment, salvo indicação contrária.
| Título do Jogo                    | Ano de Lançamento | Sistema                    | Notas                                 |
| --------------------------------- | ----------------- | -------------------------- | ------------------------------------- |
| Swarm                             | 1998              | Windows                    |                                       |
| Star Trek: Away Team              | 2001              | Windows                    | Publicado por Activision              |
| Zax: The Alien Hunter             | 2001              | Windows                    | Publicado por JoWooD Productions      |
| Ricochet Xtreme                   | 2001              | Windows                    |                                       |
| Crimsonland                       | 2003              | Windows                    | Publicado por 10tons Entertainment    |
| Lionheart: Legacy of the Crusader | 2003              | Windows                    | Publicado por Interplay Entertainment |
| Ricochet Lost Worlds              | 2004              | Macintosh, Windows         |                                       |
| Wik and the Fable of Souls        | 2004              | Windows, Xbox 360 (XBLA)   |                                       |
| Ricochet Lost Worlds: Recharged   | 2004              | Windows                    |                                       |
| Big Kahuna Reef                   | 2004              | Macintosh, Windows         |                                       |
| Big Kahuna Words                  | 2005              | Windows                    |                                       |
| Mosaic: Tomb of Mystery           | 2006              | Windows                    |                                       |
| Big Kahuna Reef 2                 | 2006              | Macintosh, Windows         |                                       |
| Monarch: The Butterfly King       | 2007              | Windows                    |                                       |
| Ricochet Infinity                 | 2007              | Macintosh, Windows         |                                       |
| The Great Tree                    | 2007              | Windows                    |                                       |
| Airport Mania                     | 2008              | iPhone, Macintosh, Windows |                                       |
| Build In Time                     | 2008              | Macintosh, Windows         |                                       |
| Big Kahuna Party                  | 2008              | Wii (WiiWare)              |                                       |
| Miss Teri Tale: Where's Jason     | 2008              | Macintosh, Windows         | Publicado por Ouat Entertainment      |
| Music Catch                       | 2008              | iPhone, Macintosh, Windows |                                       |
| Swarm Gold                        | 2008              | Macintosh, Windows         |                                       |
| Costume Chaos                     | 2009              | Macintosh, Windows         |                                       |
| A Fairy Tale                      | 2009              | Macintosh, Windows         |                                       |
| Sprouts Adventure                 | 2009              | Macintosh, Windows         |                                       |
| Simplz: Zoo                       | 2010              | Macintosh, Windows         |                                       |
| Demolition League                 | 2010              | Web game (Facebook)        |                                       |